# Julia Walczak
Julia Walczak – polska kajakarka, medalistka mistrzostw Polski, wicemistrzyni świata w konkurencji C4 na dystansie 500 m. 

## Kariera
Jej partnerkami z osady były Sylwia Szczerbińska, Aleksandra Jacewicz, Katarzyna Szperkiewicz.
W 2022 na mistrzostwach Europy w Monachium zdobyła brąz w konkurencji C2 na dystansie 500 m. Jej partnerką była Sylwia Szczerbińska.

## Życie osobiste
Jest lesbijką, w związku z Katarzyną Zillmann, wioślarką.